# IF Ready Fotball
IF Ready Fotball (Idrettsforeningen Ready Fotball) ist ein Fußballverein aus dem Stadtteil Vestre Aker der Stadt Oslo, Norwegen und wurde am 14. Juni 1907 gegründet. Heimstätte des Vereins ist das Gressbanen-Stadion mit einer Kapazität von etwa 2000 Plätzen. Die Farben des Vereins sind blau-weiß.
Ready IF Fotball ist eine Sektion des Multi-Sportvereins Idrettsforeningen Ready, dessen weitere Sparten Eishockey, Handball, Skispringen, Skilanglauf, Ski Alpin, Leichtathletik und die eigentliche Hauptsektion Hallenbandy sind. Als derzeit bekanntestes Mitglied des Vereins gilt der Skispringer Jon Aaraas.
Die Fußballabteilung war lange in der 3. norwegischen Liga vertreten. Derzeit spielt die A-Mannschaft in der 5. norwegischen Leistungsstufe.
2007 reformierte sich die Fußballsektion neu und legt seither sein Hauptaugenmerk auf die Ausbildung von Jugendspielern.
Insgesamt umfasst die Fußballabteilung ca. 750 aktive Spieler, die sich auf 60 Mannschaften aufteilen. Diese sind in zwölf verschiedenen Spielklassen vertreten.

## Spieler
- Dan Eggen (19??–1989) Jugend, (1989–1990) Spieler

## Stadion
Die A-Mannschaft trägt ihre Spiele seit Klubgründung im traditionsreichen Gressbanen-Stadion aus. Bis zur Eröffnung des Ullevaal-Stadion im Jahre 1926 fanden die Spiele der norwegischen Fußballnationalmannschaft dort statt.